# Olaf Thon
Olaf Thon (sinh 1 tháng 5 năm 1966) là một cựu cầu thủ và huấn luyện viên bóng đá người Đức.
Chủ yếu chơi ở tiền vệ trung tâm, sự nghiệp chuyên nghiệp 19 năm của ông gắn liền với Schalke 04 và Bayern Munich. Ông đã thi đấu hơn 500 trận chính thức và ghi 100 bàn thắng cho hai đội này   .  Với biệt danh "Giáo sư", ông đã có hơn 50 lần khoác áo đội tuyển quốc gia Đức. Trong phần cuối sự nghiệp, ông chơi ở vị trí hậu vệ quét.

## Sự nghiệp câu lạc bộ
Thon có trận đấu chuyên nghiệp đầu tiên ở tuổi 17 cho đội bóng địa phương FC Schalke 04. Ông có ảnh hưởng ngay tức thì khi ghi 14 bàn trong 38 trận đấu để giúp đội bóng vùng Gelsenkirchen quay trở lại Bundesliga với vị trí thứ nhì của giải hạng hai năm 1984. Trong mùa bóng đó, ông đã lập một hat-trick trước Bayern München tại Cúp bóng đá Đức trong trận hòa 6–6 kịch tính trên sân nhà ở bán kết. Câu lạc bộ vùng  Bavaria sau đó chiến thắng lượt về và vô địch giải.
Ngày 24 tháng 8 năm 1984, Thon đá trận đầu tiên tại giải đấu cao nhất ở Đức, thua Borussia Mönchengladbach 1–3. Trong mùa bóng này và ba mùa tiếp theo, ông chỉ có một mùa ghi dưới 10 bàn và hiếm khi vắng mặt trong đội hình ra sân.
Vào mùa hè năm 1988, Thon ký hợp đồng với đội bóng Đức lớn nhất Bayern München để thay thế Lothar Matthäus chuyển sang Internazionale Milano. Thon ghi 8 bàn trong 32 trận trong mùa bóng đầu tiên dưới màu áo câu lạc bộ mới, giúp đội bóng thống trị giải quốc gia. Mùa tiếp theo ông ghi được cùng số bàn thắng.
Thon trở lại Schalke năm 1994 ở tuổi 28, sau khi giành thêm một danh hiệu vô địch quốc gia, mặc dù phần lớn mùa giải ông chấn thương và Matthäus đã quay trở về Bayern. Trong lần trở lại Schalke này, Thon chủ yếu chơi ở vị trí hậu vệ quét. Ở mùa giải thứ ba, Thon chơi tổng cộng 46 trận, giúp câu lạc bộ giành Cúp UEFA mùa bóng 1996–97. Trong trận chung kết, ông ghi một bàn ở loạt sút luân lưu để giúp đội nhà chiến thắng Inter (1–1 sau hai lượt trận). Tuy nhiên năm đó Schalke chỉ về hạng 12 ở giải quốc gia.
Trong những năm cuối sự nghiệp, Thon chỉ đấu có 9 trận trong hai mùa cuối cùng do gặp nhiều chấn thương. Vào tháng 6 năm 2002, ông giải nghệ (ở độ tuổi 36) với tổng cộng 443 trận và 82 bàn ở Bundesliga. Tiếp đó, ông làm giám đốc marketing cho câu lạc bộ cho đến tháng 8 năm 2009.
Ngày 1 tháng 2 năm 2010, Thon được bổ nhiệm làm huấn luyện viên trưởng của câu lạc bộ VfB Hüls, bắt đầu công việc từ ngày 3 tháng 4. Ông chỉ đảm nhiệm vị trí này trong hơn một năm cho đến 15 tháng 9 năm 2011. Ông dẫn dắt tổng cộng 49 trận (với 16 trận thắng). Từ tháng 7 năm 2012, ông trở thành người đại diện cho Schalke 04.

## Sự nghiệp quốc tế
Thon ra mắt ở đội tuyển Đức (thời điểm đó là Tây Đức) vào ngày 16 tháng 12 năm 1984 và chơi hiệp hai trong trận thắng Malta 3–2 tại vòng loại Giải vô địch bóng đá thế giới 1986.
Sau đó, ông được lựa chọn vào đội tuyển tham dự ba lần Cúp bóng đá thế giới và giúp Đức vô địch năm 1990 ở Ý. Ông chơi toàn bộ trận bán kết gặp Anh. Trận đó, ông đã góp phần giúp Đức chiến thắng 4–3 bằng cú sút luân lưu thành công cuối cùng (hòa 1–1 sau 120 phút).
Thon cũng dự Giải vô địch bóng đá châu Âu 1988 tổ chức tại quê nhà và ghi một bàn thắng hiếm hoi bằng đầu trước Đan Mạch ở vòng bảng (thắng 2–0). Ông chơi toàn bộ 4 trận đấu cho Đức ở giải này cho đến khi đội nhà phải dừng bước tại bán kết. Vì chấn thương hoặc bất đồng với huấn luyện viên đội tuyển quốc gia Berti Vogts, Thon không tham dự các giải đấu lớn sau này như là Giải vô địch bóng đá thế giới 1994, các Giải vô địch bóng đá châu Âu 1992 và 1996. Trận đấu quốc tế cuối cùng của ông là trận gặp Iran ở vòng bảng Giải vô địch bóng đá thế giới 1998, kết thúc sự nghiệp quốc tế 14 năm với 52 trận đấu và 3 bàn thắng.

## Danh hiệu

### Câu lạc bộ
Schalke 04
- Cúp UEFA: 1996–97
- Cúp bóng đá Đức: 2000–01, 2001–02
- Cúp Liên đoàn bóng đá Đức: á quân 2001

Bayern Munich
- Bundesliga: 1988–89, 1989–90, 1993–94
- Siêu cúp Đức: 1990

### Tuyển quốc gia
Đức
- FIFA World Cup: 1990; á quân 1986